# Javier Zanetti
Javier Adelmar Zanetti (født 10. august 1973 i Buenos Aires, Argentina) er en tidligere argentinsk fodboldspiller, der spillede som højre back i adskillige år for Inter, hvor han også var anfører. Han kom til Inter fra Club Atlético Banfield i sit hjemland. Han besidder samtidig landskampsrekorden for Argentinas landshold.
Efter han stoppede karrieren i 2014, blev han vice præsident i klubben.
Med Inter Milan har Zanetti vundet Champions League, fem italienske mesterskaber, fire Coppa Italia-titler samt UEFA Cuppen i 1998. Han blev i 2004 udvalgt til FIFA 100, en kåring af de 125 bedste nulevende fodboldspillere gennem historien.
Zanetti spillede sin kamp nr. 700 for Inter Milan i UEFA Champions League finalen mod Bayern München i 2010. Zanetti har rekorden for flest Serie A kampe i træk uden fravær, nemlig intet mindre end 137 kampe i træk i perioden fra oktober 2006 til april 2010, hvor et gult kort og dermed karantæne bremsede den imponerende rekord.

## Landshold
Zanetti står (pr. maj 2009) noteret for hele 136 kampe og fem scoringer for Argentinas landshold, hvilket giver ham landskampsrekorden for landet. Han debuterede for holdet den 16. november 1994 i et opgør mod Chile. Han var efterfølgende en del af den argentinske trup til både VM i 1998 og VM i 2002. Desuden har han adskillige gange repræsenteret sit land ved Copa América, og har også deltaget ved Confederations Cup og OL i Atlanta 1996.

## Titler
Serie A
- 2007, 2008 og 2009 og 2010 med Inter Milan

Coppa Italia
- 2005, 2006 og 2010 med Inter Milan

UEFA Cup
- 1998 med Inter Milan

UEFA Champions League
- 2010 med Inter Milan